# Robert Petway
Robert Petway est un guitariste et chanteur de blues né en 1907 dans le Mississippi et décédé en mai 1978.

## Biographie
La vie de Robert Petway est quasiment inconnue. On sait qu'il vécut dans le Mississippi, l'État du Delta blues, et qu'il joue souvent avec Tommy McClennan.
Petway enregistre quelques faces pour les disques Bluebird en 1941 puis en 1942. Son titre le plus connu est Catfish Blues, un blues interprété dans différentes versions par les bluesmen. Ce titre passe à la postérité en étant repris plus tard par Muddy Waters qui utilisant en partie les paroles de Petway le renomme Rollin' Stone.